# Аренсхаген-Дасков
Аренсхаген-Дасков (нем. Ahrenshagen-Daskow) — община в Германии, в земле Мекленбург-Передняя Померания.
Входит в состав района Северная Передняя Померания. Подчиняется управлению Рибниц-Дамгартен.  Население составляет 2058 человек (на 31 декабря 2010 года). Занимает площадь 58,32 км².